# Renate Hjortland
Renate Hjortland (...) è una sciatrice norvegese paralimpica, che ha rappresentato la Norvegia nello sci alpino ai Giochi paralimpici invernali del 1992 in Francia e del 1994 in Norvegia, vincendo in totale quattro medaglie, di cui tre medaglie d'argento e una medaglia di bronzo.

## Carriera
A Tignes Albertville 1992, Hjortland si è posizionata al 3º posto nel supergigante LW3,4,9 con un tempo di 1:20.93. Al 1º posto Reinhild Möller che ha concluso la gara in 1:12.41	e al 2º posto Lana Spreeman in 1:19.63.
Due anni più tardi, alle Paralimpiadi di Lillehammer 1994, Hjortland ha vinto tre medaglie d'argento: nello slalom gigante in 2:49.65 (oro per l'atleta tedesca Reinhild Möller in 2:33.06 e bronzo per la canadese Lana Spreeman in 2:59.73), discesa libera in 1:18.96 (al 1º posto Reinhild Möller con un tempo di 1:16.90 e al 3º posto Lana Spreeman con 1:18.99) e superG in 1:16.08 (sul podio Reinhild Möller, in prima posizione con un tempo di 1:12.05 e Lana Spreeman, terza con 1:19.15). Tutte le gare si sono svolte nella categoria LW3/4.

## Palmarès

### Paralimpiadi
- 4 medaglie:
  - 3 argenti (slalom gigante LW3/4, discesa libera LW3/4 e supergigante LW3/4 a Lillehammer 1994)
  - 1 bronzo (supergigante LW3,4,9 a Tignes 1992)